# Seifenbaumartige
Die Seifenbaumartigen (Sapindales) sind eine Pflanzenordnung der Bedecktsamigen Pflanzen (Magnoliopsida).

## Beschreibung
Je nach Familie sind es verholzende oder krautige Pflanzen.
In jeder Blüte gibt es zweimal so viele Staubblätter wie Kronblätter. Ein Diskus ist immer vorhanden.

## Systematik
Die Sapindales sind innerhalb der Eurosiden II die Schwestergruppe der (Huerteales + (Brassicales + Malvales)).
In der Ordnung Sapindales gibt es neun Familien mit etwa 460 Gattungen und 5670 Arten:
- Sumachgewächse (Anacardiaceae) sind Bäume, Sträucher oder holzige Kletterpflanzen. Es gibt 70 bis 82 Gattungen mit 600 bis 800 Arten.
- Biebersteiniaceae sind einjährige bis meist ausdauernde krautige Pflanzen. Es gibt nur eine Gattung mit vier bis fünf Arten, verbreitet von Griechenland bis Zentralasien:
  - Biebersteinia
- Balsambaumgewächse (Burseraceae) sind Bäume oder Sträucher. Es gibt 18 Gattungen und 550 Arten.
- Kirkiaceae sind Bäume oder Sträucher. Es gibt ein oder zwei Gattungen und sechs bis acht Arten im tropischen und südlichen Afrika und Madagaskar.
- Mahagonigewächse (Meliaceae) sind Bäume mit bitterer Rinde. Es gibt zwei Unterfamilien mit 52 Gattungen und etwa 621 Arten.
- Nitrariaceae (Syn.: Peganaceae und Tetradiclidaceae) sind Sträucher. Es gibt drei Gattungen und etwa 16 Arten in den ariden Gebieten der Nordhalbkugel und Australiens.
- Rautengewächse (Rutaceae): Es gibt ganz unterschiedliche Wuchsformen, von krautigen Pflanzen bis Bäumen; etwa 161 Gattungen und etwa 1815 Arten.
- Seifenbaumgewächse (Sapindaceae) sind Bäume oder Lianen. Es gibt vier Unterfamilien mit etwa 135 Gattungen und etwa 1580 Arten.
- Bittereschengewächse (Simaroubaceae) sind Bäume oder Sträucher. Es gibt etwa 19 Gattungen und etwa 95 hauptsächlich tropischen Arten.

## Gefährdung
Auf der von der International Union for Conservation of Nature and Natural Resources geführten Roten Liste gefährdeter Arten (2021) stehen 2621 Arten. Angostura ossana, Cupaniopsis crassivalvis,  Euchorium cubense, Melicope obovata, Melicope macropus gelten als ausgestorben (Extinct). Mangifera casturi und Mangifera rubropetala gelten als in der Natur ausgestorben (Extinct in the Wild), 179 Arten gelten als vom Aussterben bedroht  (Critically Endangered), 394 Arten gelten als stark gefährdet (Endangered), 485 Arten gelten als gefährdet (Vulnerable). Für 167 weitere Arten sind zu wenige Daten vorhanden (Data Deficient).